# Microsoft PowerToys
Microsoft PowerToys是一組免費的系統工具軟體套装，由微软為Windows作業系統上的系統管理員設計。這些程式為系統加入或變更了一些功能，並加入更多自訂選項以提高生產力。PowerToys可用於Windows 95、Windows XP、Windows 10和Windows11。Windows 10版PowerToys為自由及開放原始碼軟體，並使用MIT授權條款託管於GitHub。

## 适用于Windows 95的PowerToys
PowerToys for Windows 95 是 Microsoft PowerToys 的第一个版本，包含一系列供高级用户使用的工具。

### 包含的组件
- CabView 像普通文件夹一样打开CAB文件
- CDAutoPlay 使自动播放功能可以在任何CD光盘上运行，而不是只限于音乐
- Command Prompt Here 在资源管理器的右键菜单里打开命令提示符
- Contents Menu 通过右键菜单预览文件夹和文件
- Desktop Menu 在任务栏上添加一个“桌面”工具栏
- Explore From Here 在资源管理器上显示一个树状目录
- FindX 在搜索菜单中增加拖放功能
- FlexiCD 在任务栏播放CD音乐
- Quick Res 快速更改分辨率
- Round Clock 添加一个时钟小组件
- Send To X 增强资源管理器的“发送到”右键菜单
- Shortcut Target Menu 从快捷方式的右键菜单里直接操作源文件
- Telephony Location Selector 从任务栏更改拨号位置
- TweakUI 便捷更改界面
- Xmouse 1.2 鼠标滚轮穿透
- MS-DOS Mode Configuration Wizard Customization Tool 快速编辑Windows启动文件
- Keyboard Remap 将键盘上的键映射到其他键
- Logo Key Control 禁用Windows徽标键
- Conventional Memory Tracker 内存资源跟踪器
- Windows Process Watcher CPU资源监控器
- Time Zone Editor 创建和编辑时区

## 适用于Windows XP的PowerToys
- Alt-Tab Replacement Task Switcher 在Alt+Tab窗口切换器中显示窗口预览
- CD Slide Show Generator 从光盘里的的照片制作幻灯片。
- ClearType Tuner 自定义文字渲染
- Color Control Panel Applet 管理颜色配置文件
- HTML Slide Show Wizard 生成 HTML幻灯片
- Image Resizer 批量调整图片大小
- Open Command Window Here 在资源管理器的右键菜单里打开命令提示符
- Power Calculator 更强大的计算器
- RAW Image Thumbnailer and Viewer 预览RAW图片
- SyncToy 同步文件和文件夹
- Taskbar Magnifier 从任务栏启动放大镜
- Tweak UI 定制系统界面
- Virtual Desktop Manager 虚拟桌面管理器，最多可创建4个虚拟桌面
- Webcam Timershot 定时从网络摄像头中拍摄
- Background Switcher 自动切换桌面壁纸
- Internet Explorer Find Bar 在IE浏览器中添加搜索栏
- ISO Image Burner 将ISO文件刻录到光盘
- Shell Audio Player 在任务栏上控制媒体播放
- Super-Fast User Switcher 按Win+Q切换用户账户
- Virtual CD-ROM Control Panel 虚拟光驱，将ISO文件挂载为虚拟驱动器

## 適用於Windows 10和Windows 11的PowerToys
Windows 10發表4年後，微軟於2019年5月8日重啟了PowerToys，並在Github上開源發布。使得用戶可以自行新增和自訂PowerToys的功能。首個預覽版本於2019年9月發布，其中包含了FancyZones和Windows鍵的快速鍵指南（Shortcut Guide）。

### 包含元件
- Always On Top 将一个窗口始终保持在最前
- PowerToys Awake 使电脑一直保持唤醒，而不睡眠／休眠
- Color Picker 取色器
- FancyZones 快捷分屏
- File Explorer (Preview Panes) 向文件资源管理器的预览窗格增加更多格式的支持
- File Locksmith 检查并解除文件或文件夹占用
- Host File Editor 快捷编辑Hosts文件
- Image Resizer 快捷调整图片分辨率
- Keyboard Manager 重新映射键和快捷键
- Mouse utilities 包含多个关于鼠标的工具
  - Find My Mouse 找到鼠标指针在屏幕上的位置
  - Mouse Highlighter 展示鼠标的点击
  - Mouse jump 快速在远距离上移动鼠标指针
  - Mouse pointer Crosshairs 显示以鼠标指针为中心的十字准线
- Mouse Without Borders 跨多台电脑移动鼠标
- Paste as Plain Text 粘贴去除文本格式的文本
- PowerRename 使用正则表达式批量重命名文件
- PowerToys Run 快捷搜索文件夹、文件、应用程序和其他项目
- Quick Accent 快速输入重音字符和货币符号
- Registry Preview 在写入注册表之前预览和编辑REG文件
- Screen Ruler 测量屏幕上的像素距离
- Shortcut Guide 查看包含Windows徽标键的快捷键
- Text Extractor 一个OCR工具，从屏幕上任意位置复制文本
- Video Conference Mute 快速开关摄像头和麦克风

## 適用於其他微軟產品的PowerToys
微軟也發布了適用於Windows XP Tablet PC Edition和 Windows XP Media Center Edition的PowerToys。
一組適用於Windows Media Player的PowerToys作為Windows Media Player Bonus Pack（適用於Windows XP）的一部分發布，由5個「為Windows Media Player提供多個增強功能」的工具組成。
此後，微軟也發布了適用於Windows Mobile、Visual Studio及OneNote的PowerToys。

## 外部連結
- 適用於Windows 95的PowerToys
- Windows XP PowerToys及增益集
- Chen, Raymond. . The New Old Thing. 2005-02-02  [2013-09-03]. （原始内容存档于2013-06-05）.
- OneNote Testing（官方OneNote部落格） （页面存档备份，存于）
- OneNote PowerToys
- Windows Sysinternals （页面存档备份，存于）包含適用於Windows現代版本的許多PowerToys的最新版本。
- GitHub上的Official source code repository for the Windows 10 version （页面存档备份，存于）